# Jack Sher
Jack Sher (* 16. März 1913 in Minneapolis, Minnesota, USA; † 23. August 1988 in Los Angeles, Kalifornien, USA) war ein US-amerikanischer Drehbuchautor, Filmregisseur und Filmproduzent.

## Biografie
Jack Sher, eigentlich Kolumnist und Sportjournalist, kam erst 1951 zu Paramount Pictures und erarbeitete in Zusammenarbeit mit Edmund L. Hartmann das Drehbuch zur Filmkomödie My Favority Spy.
Erst sechs Jahre später, 1957, debütierte Sher auch als Regisseur des Filmdramas Four Girls in Town. Seine Arbeit war stets auf die Produktion und das Inszenieren von B-Movies und zum Teil auf Fernsehserien beschränkt. Sein bekanntester Film war der 1960 produzierte Abenteuerfilm Herr der drei Welten. Auch führte er bei drei Episoden von Verliebt in eine Hexe Regie.

## Filmografie (Auswahl)
Als Regisseur
- 1957: Wem die Sterne leuchten (Four Girls in Town)
- 1958: Kathy O’
- 1959: Morgen bist du dran (The Wild and the Innocent)
- 1960: Herr der drei Welten (Three Worlds of Gulliver)
- 1961: Blond, süß und sehr naiv (Love in a Goldfish Bowl)

Als Drehbuchautor
- 1951: Spione, Liebe und die Feuerwehr (My Favorite Spy)
- 1952: Eintritt verboten (Off Limits)
- 1953: The Kid from Left Field
- 1956: World in My Corner
- 1956: Ritt in den Tod (Walk the Proud Land)
- 1957: Wem die Sterne leuchten (Four Girls in Town)
- 1957: Die Rose von Tokio (Joe Butterfly)
- 1958: Kathy O’
- 1959: Morgen bist du dran (The Wild and the Innocent)
- 1960: Herr der drei Welten (Three Worlds of Gulliver)
- 1961: Paris Blues
- 1961: Blond, süß und sehr naiv (Love in a Goldfish Bowl)
- 1963: Tu das nicht, Angelika (Critic’s Choice)
- 1963: Eine zuviel im Bett (Move Over, Darling)